# Campionati mondiali di windsurf
I campionati mondiali di windsurf (oggi RS:X World Championship) sono una manifestazione internazionale di vela organizzata dalla ISAF (Federazione Internazionale della Vela), che si tiene dal 1980, oggi con cadenza annuale.

## Edizioni
Dal 1986 al 1992 si sono disputate due edizioni differenti di Campionati mondiali di windsurf, così come nel 2006.
| Anno | Denominazione                   | Classe       | Sede               |
| ---- | ------------------------------- | ------------ | ------------------ |
| 1980 | Windsurfing World Championships | Windglider   | Tihany             |
| 1981 | Windsurfing World Championships | Windglider   | Palamós            |
| 1982 | Windsurfing World Championships | Windglider   | Messina            |
| 1986 | Windsurfing World Championships | Windglider   | Cagliari           |
| 1987 | Windsurfing World Championships | Windglider   | Kingston           |
| 1989 | Windsurfing World Championships | Lechner A390 | Palma di Maiorca   |
| 1990 | Windsurfing World Championships | Lechner A390 | Corpus Christi     |
| 1991 | Windsurfing World Championships | Lechner A390 | San Francisco      |
| 1992 | Windsurfing World Championships | Lechner A390 | Singapore          |
| 1986 | Mistral World Championship      | Mistral      | ?                  |
| 1987 | Mistral World Championship      | Mistral      | ?                  |
| 1988 | Mistral World Championship      | Mistral      | ?                  |
| 1989 | Mistral World Championship      | Mistral      | Corpus Christi     |
| 1990 | Mistral World Championship      | Mistral      | ?                  |
| 1991 | Mistral World Championship      | Mistral      | San Francisco      |
| 1992 | Mistral World Championship      | Mistral      | Mondello           |
| 1993 | Mistral World Championship      | Mistral      | Kashiwazaki        |
| 1994 | Mistral World Championship      | Mistral      | Gimli              |
| 1995 | Mistral World Championship      | Mistral      | Port Elizabeth     |
| 1996 | Mistral World Championship      | Mistral      | Haifa              |
| 1997 | Mistral World Championship      | Mistral      | Fremantle          |
| 1998 | Mistral World Championship      | Mistral      | Brest              |
| 1999 | Mistral World Championship      | Mistral      | Nouméa             |
| 2000 | Mistral World Championship      | Mistral      | Mar del Plata      |
| 2001 | Mistral World Championship      | Mistral      | Varkiza            |
| 2002 | Mistral World Championship      | Mistral      | Pattaya            |
| 2003 | Mistral World Championship      | Mistral      | Cadice             |
| 2004 | Mistral World Championship      | Mistral      | Smirne             |
| 2005 | Mistral World Championship      | Mistral      | Palermo            |
| 2006 | Mistral World Championship      | Mistral      | Shenzhen           |
| 2006 | RS:X World Championship         | RS:X         | Torbole            |
| 2007 | RS:X World Championship         | RS:X         | Cascais            |
| 2008 | RS:X World Championship         | RS:X         | Auckland           |
| 2009 | RS:X World Championship         | RS:X         | Weymouth           |
| 2010 | RS:X World Championship         | RS:X         | Kerteminde         |
| 2011 | RS:X World Championship         | RS:X         | Perth              |
| 2012 | RS:X World Championship         | RS:X         | Cadice             |
| 2013 | RS:X World Championship         | RS:X         | Armação dos Búzios |